# 岡田貞外茂
岡田 貞外茂（おかだ さだとも、1908年（明治41年）3月4日 - 1944年（昭和19年）12月26日）は、日本の海軍軍人。海兵55期卒。太平洋戦争において前線視察中に搭乗機が墜落、戦死による一階級昇進で最終階級は海軍大佐。父は内閣総理大臣を務めた岡田啓介で、その長男である。妻は佐藤鉄太郎の娘・昭子。

## 生涯

### 経歴
旧制高千穂中学を経て海軍兵学校55期を次席、恩賜で卒業。のちに義弟となる鈴木英は同期生であった。岡田は海軍水雷学校高等科を首席、恩賜で修了し、駆逐艦「文月」水雷長を務めた水雷専攻の士官であった。1936年(昭和11年)に父が襲撃された二・二六事件の際は、砲艦「堅田」乗組として中国に赴任していた。同年3月、横須賀鎮守府附として帰国。12月から2年間、海兵教官を務める。次いで海軍大学校甲種37期に進む。中島親孝、三上作夫などが同期生で、岡田は次席、恩賜で卒業した。
1940年(昭和15年)、米国西海岸駐在となり、情報活動に従事。しかし、同じく西海岸で情報活動をしていた立花止が米国官憲に摘発される事件が起きる（立花事件）。駐米大使・野村吉三郎の尽力で岡田、立花は再入国を禁じられた上で日本へ帰国した。帰国後、第四艦隊水雷参謀に就任。既に日米開戦は目前の時期で司令長官は井上成美であった。1942年(昭和17年) 6月のミッドウェー海戦後、南東方面作戦は第八艦隊に引き継がれ、岡田は軍令部作戦課員(大本営参謀)となる。キスカ島撤退作戦では主務部員を務め、同作戦が最初に中止になった際に、連合艦隊参謀副長・小林謙五と共に責任部隊である第五艦隊と会談を行い、実質的な督戦を行った。1943年(昭和18年)11月、海軍中佐へ進級。翌年12月26日、視察に訪れていたマニラで戦死した。搭乗機の墜落事故であったともいう。なお、戦中の岡田は瀬島龍三、迫水久常らと父に戦局の情報を提供していた。

### 捕虜殺害との関わり
岡田は太平洋戦争中、軍令部員として視察に訪れたクェゼリン環礁で第六根拠地隊司令官・阿部孝壮に捕虜殺害を示唆したとされる。この捕虜は米兵9名で、阿部は近く戦場になった場合の対処に苦慮し、上層部に指示を願っていた。しかし、直属の第四艦隊や軍令部からの指示はなかった。意見を求められた岡田は次のように回答したという。
結局、捕虜は処刑され、戦後、阿部は戦犯として刑死した。第四艦隊の長官であった井上成美は責任を問われなかったが、戦後、阿部の息子(海兵74期)の同期生に対し自分の責任を認め、「本当に申し訳ないことをしました」と伝言を依頼している。
なお、上記の岡田発言は第六根拠地隊先任参謀の証言である。戦犯裁判では生存者を救うため戦死者に責任を負わせる傾向があったことは事実で、岡田は戦死しているため、岡田側の証言はない。

## 親族関係
```
　　
　　　　　　佐藤鉄太郎━━━━ 昭子
 　　　　　（海軍中将）　　　　┃
 　　　　　　　　　　　　　　　┃
　　　　　（川住）英 　　　　　┃
　　　　　　　　　┃　　　┏貞外茂（海軍大佐、海兵55期恩賜、海大37期恩賜、戦死）
　　　　　　　　　┣━━━┫
　　　　　　　　　┃　　　┗━万亀
　┏━━━━━岡田啓介　　　　 ┃
　┃　　　　　　　┃　　　　 迫水久常
　┃　　　　　　　┃
　┃　　　　　　　┃　　　┏貞寛（海軍主計少佐）
　┃　　　　　　　┣━━━┫
　┃　　　　　　　┃　　　┗喜美子
　┃　　　（迫水）郁 　　　　  ┃
　┃　　　　　　　　　　　　　 ┃
　┃　　　　　　　　 　　　　　┃
　┃　　　　　┏鈴木貫太郎 　　┃
　┃　　　　　┃ 　　　　　　　┃
　┃　　　　　┃　　　　　┏━ 英（海軍中佐、海兵55期恩賜、海大38期）
　┃　　　　　┗鈴木孝雄━┫
　┃　　　　　（陸軍大将）┗━ 武（岡田首相秘書官、拓務省官僚）
　┃
　┃                       瀬島龍三（陸軍中佐、陸士44期恩賜、陸大51期恩賜）
　┗━━━━━（岡田）稔穂　　　┃
　　　　　　　　　┃　　　　　　┃
　　　　　　　　　┣━━━━━ 清子
　　　　　　　    ┃
              松尾伝蔵

```

なお、佐藤鉄太郎の娘は下村正助、大井篤に嫁いでおり、2人は岡田の義兄弟である。